# Veramente (Sangiovanni)
Veramente è un singolo del cantautore italiano Sangiovanni, pubblicato il 13 giugno 2025.

## Descrizione
Il brano, scritto dallo stesso cantautore con Alessandro La Cava, è prodotto da B-Croma e Emilio Barberini, in arte MadFingerz. Parla di mancanze e desideri inespressi tra leggerezza e profondità e contiene sonorità urban e ritmi tropicali, ispirati all'atmosfera calda e pulsante di Tenerife, luogo dove l'artista ha trovato l'ispirazione per il brano durante la sua pausa discografica.

## Promozione
il 31 maggio 2025 il cantautore ha eseguito il brano in anteprima live al festival musicale MI AMI Festival a Milano.

## Video musicale
Il video musicale, diretto da Renato Lambo e girato a Venezia, è stato pubblicato il 17 giugno 2025 attraverso il canale YouTube del cantautore.

## Tracce
Testi di Giovanni Pietro Damian e Alessandro La Cava, musiche di Marco Spaggiari e Rocco Giovannoni.
1. Veramente – 3:21